# Anica Kovačič
Anica Kovačič (roj. Mislej)
Anica Mislej se je rodila 28. marca 1923 v Velikem polju v bližini Sežane. Umrla je 11. marca  2019 v Tolminu.

### Življenje
Kot deklica je med drugo svetovno vojno sodelovala pri odporniškem gibanju in rešila svojega brata iz fašističnega zapora. Brat je kasneje odšel v partizane, ona pa je po izdaji (25. 01. 1945) končala v taborišču Bergen-Belsen (26. 01. 1945). Koncentracijsko taborišče je preživela obdana z množico sotrpnik, ki so bile čakajoč osvoboditve izmučene od lakote in bolezni. Po osvoboditvi se je  Anica zdravila v Osterwaldu (16.  06. 1945), domov v Prestranek pa se je vrnila 17. avgusta 1945.
“Poznala sem Ano Frank”, Vijesnik, 1965
Hrvaški časopis Vijesnik je 17. marca  1965 objavil obsežen intervju z Anico Kovačič s podnaslovi v krepkem tisku: V Bergen-Belsnu je kraljeval kaos,  Prvo srečanje  z  Ano,  Edina priča v Jugoslaviji. 
Anica Kovačič iz Idrije  pri Bači pri  Tolminu je verjetno edina Jugoslovanka, ki je  poznala  nesrečno dekle in bila ji je prijateljica vse do smrti. [...] Neznanega dne krajem marca 1945 je umrla v nacističnem taborišču Bergen-Belsen Ana Frank. Od tedaj je minilo 20 let,  zdi se nam kot da je Ana  živa,  da je tu  med nami – srečujemo jo v knjižnicah, filmih ali gledališču. (Vidic, 1965, 5).

### Srečanje  z  Ano Frank,1945, 2019
Med zapornicami je bila tudi Ana Frank, s katero sta se spoprijateljili in skupaj preživljali dni v taborišču. Anica se spominja, da je bila Ana Frank na robu svojih moči in da je začela izgubljati upanje. Tolažila jo je in spodbujala, naj še malo vzdrži, saj se je bližal konec vojne, vendar je deklica kmalu umrla [31. 03. 1945]. Anica se takrat ni zavedala, da bo Anin dnevnik, ki je bil po vojni objavljen kot Dnevnik Ane Frank, postal ena najbolj branih knjig o holokavstu in 2. sv. vojni (1939-1945), Ana pa simbol generacije mladih ljudi, katerih otroštvo je bilo tragično prekinjeno.
Anica Kovačič je preživela Bergen-Belsen, se vrnila v življenje, se poročila in zaposlila. Vedela je, da je Dnevnik Ane Frank objavljen, vendar je bila preskromna, da bi se ob tem promovirala. V domu za starejše v Tolminu je preživljala svoje dni kot ena izmed najstarejših taboriščnic, ki je poznala Anno Frank in, žal, bila spregledana, dokler jo leta 2013 nista našla že omenjena zgodovinarja, in sicer na pobudo sotaboriščnice iz Bergen-Belsna – Rine Smajla.  /

## Rokopisi Anice Kovačič, 1980 [rokopis]

#### 1. PRILOGA - ANICA KOVAČIČ: SEZNAM INTERNIRANK [1945] EVIDENTIRANIH V LETU 1980 [Medulin pri Puli][rokopis]
1. Signoria rosa
2. Bergen – Belsen   -Seznam internirank evidentiranih v letu 1980
3. Po izvirniku, maja 1945
4. Seznam preživelih internirank evidentiranih v letu 1980
5. Sedanja evidenca, 1980
6. Dekliški priimki
7. Točen sedanji naslov [1980]
8. Rojena v Bergen-Belsnu
9. Umrle v Bergen-Belsnu
10. Umrle po vojni doma
11. Ali so še žive

#### 2. PRILOGA  - ANICA KOVAČIČ: ZNAŠLI SMO SE V TABORIŠČU BERGEN-BELSEN [1945], 1980 [rokopis]
1. Znašli smo se v taborišču Bergen-Belsen [1945]

V tem taborišču so bile v glavnem Židinje iz cele Evrope in nekaj drugih, ki so jih semkaj pripeljali v zadnjem času, kjer so mogli druga taborišča izprazniti.
1. Tako smo prišle v Bergen Belsen, pravo taborišče smrti
2. Angleški poveljni je kadil
3. Drugi dan po sovoboditvo so prišli v Bergen iz Fallinggostla jugoslovanski vojni ujetniki
4. Slovenke v NOB I, stran 483, Pozimi 1944
  - 1. Znašli smo se v taborišču Bergen-Belsen (dr. Marijana Baumgarten Briški)   “V tem taborišču so bile v glavnem Židinje iz cele Evrope in nekaj drugih, ki so jih semkaj pripeljali v zadnjem času, kjer so mogli druga taborišča izprazniti. Tukaj ni nihče hodil delati. Hrane tudi ni bilo, niti vode ne v vseh drugih  do osvoboditve  15. aprila smo dobile samo 1 kos kruha in še to je bil zastrupljen. To so ugotovili Angleži po osvoboditvi, ko so vprašali stražo zakaj ne razdeli 30.000 hlebov kruha, ko so v skladišču. To naj bi bil drugi obrok strupa, ki naj bi ga dobile. “ (Baumgarten Briški, 1980, 3)2. V tem taborišču so bile v glavnem Židinje iz cele Evrope in nekaj drugih, ki so jih semkaj pripeljali v zadnjem času, kjer so mogli druga taborišča izprazniti. »Tu je bilo sramotno koncentracijsko taborišče Belsen, ki so ga osvobodili Britanci, 15. april 1945. Tu smo  našli 10.000 nepokopanih trupel. Od takrat jih je umrlo še 13.000. Vsi žrtve nemškega novega reda. V Evropi in vzgled nacistične kulture.” (Baumgarten Briški, 1980, 3)  2. Tako smo prišle v Bergen Belsen, pravo taborišče smrti (Roza Prijatel Stele

- -     - “Tako smo prišle v Bergen Belsen, pravo taborišče smrti. Pred vsako barako je bilo ne kupe mrtvih moških in ženske. Vse pa meščano. V baraki smo bile skoraj druga na drugi. Prepričana sem bila, da se iz tega pekla ne vrnem živa več […]” (Prijatelj Stele, 1980, 4)

- -     - 3. Angleški poveljni je kadil (Ljudmila Ješevnik)  »Angleški poveljni je kadil.« Po taborišču Bergen-Belsen, je povedal: »Nikoli se ne bo dalo popisati kar se zdaj v Bergen-Belsenu vidi in kar se je v njem godilo.« (Videnšek, 1996, 4)

- -     - 4. Drugi dan po osvoboditvo so prišli v Bergen (Ana Videnšek)  »Angleški poveljni je kadil.« Po taborišču Bergen-Belsen, je povedal: »Nikoli se ne bo dalo popisati kar se zdaj v Bergen-Belsenu vidi in kar se je v njem godilo.« (Videnšek, 1996, 4)

- -     - 5. Slovenke v NOB I, stran 483, Pozimi 1944 [pesem] (Vida Zavrl)  […] Jaz pa moram tudi ležati / V tej nemški bolnici. / Oh, da mogla bi zbežati! / Zame tukaj zdravja ni. “ (Zavrl, 1996, 11)

#### 3. PRILOGA  - ANICA KOVAČIČ, TRANSKRIPCIJA VIDEO INTERVJUJA, 2018 [IGOR JOVANOVIĆ, IGOR ŠAPONJA]
1. “Srečanje z Ano Frank” [26. 01. 1945 - 31. 03. 1945],  [2019] SUSRET S ANOM FRANK [SREČANJE Z ANNO FRANK]  V prvem delu intervjuja je Anica povedala, da je v taborišču Bergen-Belsen, v katerem se je srečevala z Ano Frank od 26. januarja do 31. marca 1945, »ta punčka [...] strašno jokala, kjer pa mama ji je umrla, sestra ji je umrla in je ostala prav sama.

1. JE BILA BOLNA  [BILA JE BOLNA]  V  drugem delu z naslovom Bila je bolna se spominja, kako jo je bodrila in jo tolažila: “[…]   »Da ne bo zdržala je rekla [Ana Frank]. // Sem rekla: “Potrpi, zdrži”, sem je držala, sem rekla: “Ne umreti. Ne, ne, drži se. Samo tako se drži!”, ne?   Je rekla, ne bom zdržala, je rekla.  “Ne bom.” Potem pa je umrla. // Umrla je tako da sem jo držala v rokah.« […]”

1. SLIŠALI SMO STRELJANJE [SLIŠALI SMO STRELJANJE] Toliko jih je umrlo tam, kje so dali strup zato da nebodo vidli da bi jih kar v peč vrgli, to so oni imeli namen, ne? 

1. BO KAR BO [KAR BO, PA BO] “Ana Frank je bila drugačija? Ona se bojala? - Ja. Se vidi, mama je umrla, sestra je umrla, sama je ostala in je (…)”.

1. SAMO SMO ČAKALI [SAMO ČAKALI SMO] Samo smo čakali, čakali tam kar so streljali, pa smo stresli se, pa smo rekli (…), samo smo čakali da nas bodo uničili. 
2. POVRATAK KUĆI [VRNITEV DOMOV]] “Jaz sem tistkrat bila bolana, sem bila po bolnicah, sem bila vse tko da se me res, prej ko smo prišli domov, smo prišli tam, kokar je bila osvoboditev, so nas amerikanci dali v zdravlje dokar nismo mi drugi tolk ozdravili da smo lohka šli na pot, nas niso pustili, ne? no, in po tem so nas peljali, to je bilo avgusta meseca, septembra meseca smo prišli domov.”
3. SUSRET S DNEVNIKOM [SREČANJE Z DNEVNIKOM]] “Do dnevnika, ne vem, v časopisu je bilo, saj je, kar sem videla (…) je nadpis Anne Frank, sem ja pa tisto zmeraj vzela.”
4. ZADOVOLJNA ZBOG DNEVNIKA [ZADOVOLJSTVO ZARADI DNEVNIKA] »Bila sem zadovoljna, da je [Ana Frank] napisala resnično zgodbo […] In seveda smo se čutili samo [da] smo bili vsi kot ona […].« Na vprašanje, ali je koga zanimalo, da je Anica poznala Ano, je odgovorila »[N]i noben vprašal.«

## Srečanja taboriščnic,1945,1980
“Ta prireditev je bila ključnega pomena za odločitev nekdanjih 'taboriščnih gojenk', da se bodo kot samostojna skupina redno srečevale. Na iniciativo neke koroške Slovenke so se srečale oktobra 1978 v koroški Železni Kapli (Eisenkappel). Naslednje srečanje je bilo leto kasneje v Mariboru. Vsa srečanja so bila enodnevna, v ospredju pa je bilo skupno bivanje v taborišču. Leta 1980 so se odpovedale ločenemu srečanju, namesto tega pa so se udeležile drugega večjega
srečanja vseh preživelih Slovencev taborišča Ravensbriick v Medulinu pri Puli.
Leta 1981 je bilo srečanje v Ljubljani. Tam so se odločile sestaviti čim popolnejši in redno aktualiziran seznam vseh nekdanjih ujetnic, ki so bile v posebnem bloku taborišča Uckermark. Ta seznam je obsegal ime, priimek (dekliško ime), rojstne podatke, aktualne naslove, jetniške številke, če so se jih še spominjale, v zadnjih letih pa tudi datume smrti.” (Kavčič, S: Ravensbruck, 2001, s. 95) 
1. 1975 - Fiesa – 800 udeleženk
2. 1978 - Železna Kapla (Eisenkappel)
3. 1979 – Maribor
4. 1980 – Medulin pri Puli
5. 1981 – Ljubljana (seznami)
6. 1983 – Ravne na Koroškem
7. 1991 - dalje

## Kratek življenjepis, 2011 [rokopis]
“Ana Mislej  por. Kovačič sem hči delavca.  Moj oče se je preživljal z malo žabo (za) rezanje lesa (kmetom).  Kjer je bil Slovenec mu ni italijanski fašizem pustil napredovati. Tako smo se sedemčlanska družina preživljala s tistim skromnim zaslužkom. V času vojne sem sodelovala z OF.  Bila sem izdana (in aretirana od Nemcev, dne 25. 1. 1945.  Takoj po aretaciji odpeljali (so me) v Nemčijo v Straflager) pobegnila v partizane.  Padla sem v nemško zasedo.  Nemci so me odpeljali v goriški zapor.  Takoj drugi dan v nemško taborišče imenovano Štraf lager Bergen-Belsen.  Dobila sem številko 30.910. 23. aprila 1945 sem bila osvobojena od Angležev.  Bila sem vsa izčrpana, od pretepanja in od lakote, kjer se nisem mogla vrniti domov, ne bi prenesla poti, so me nas poslali Angleži, dne 16. junija 1945 na zdravljenje v Oster.  Dne 16. junija 1945. v Ostervolt.  V Ostervoldu nas je bilo okoli 150 Slovenk na zdravljenju.  17. avgusta 1945 sem se vrnila domov v Prestranek.”